# Karl Aldebert
Karl Johann Michael Aldebert (* 24. September 1888 in Nürnberg; † 25. März 1918 in Lagnicourt) war ein deutscher Fußballspieler.

## Karriere

### Vereine
Aldebert spielte von 1906 bis 1914 für den 1. FC Nürnberg. In der vom Verband Süddeutscher Fußball-Vereine organisierten Meisterschaft kam er im Ostkreis, einem von vier Kreisen, als Abwehrspieler zu Punktspielen. Aus dem Gau Mittelfranken als Sieger hervorgegangen, gewann seine Mannschaft das in Hin- und Rückspiel ausgetragene Finale um die Ostkreismeisterschaft im Gesamtergebnis von 8:7 gegen die Fußballabteilung des MTV München 1879. In der sich anschließenden Endrunde um die Süddeutsche Meisterschaft, die ebenfalls in Hin- und Rückspiel ausgetragen wurde, verlor seine Mannschaft im Gesamtergebnis mit 2:4 dem Freiburger FC. In der Folgesaison erneut als Sieger aus dem Gau Mittelfranken hervorgegangen, setzte seine Mannschaft sich in der Endrunde um die Ostkreismeisterschaft gegen den FC Bayern München und die Fußballabteilung des TV 1847 Augsburg verlustpunktfrei durch. In der Endrunde um die Süddeutsche Meisterschaft war der FC Stuttgarter Kickers unbezwingbar. Auch in seiner dritten Spielzeit wiederholte sich der Verlauf: Staffelsieger Mittelfranken, Ostkreismeister, Zweiter der Süddeutschen Meisterschaft. Am Saisonende 1909/10 war sein Verein Sieger der Staffel Nord, doch die Endrunde um die Ostkreismeisterschaft gewann der aufstrebende und verlustpunktfreie FC Bayern München, wie auch im erstmals nicht unterteilten und daher leistungsdichteren Ostkreis 1910/11 – mit drei Punkten Vorsprung. In seinen letzten drei Spielzeiten im leistungsdichteren, nicht in Gaue oder Staffeln unterteilten Ostkreis, blieben die Erfolge aus; für den Club absolvierte er insgesamt 198 Spiele.

### Auswahlmannschaft
Als Spieler der Auswahlmannschaft des Verbandes Süddeutscher Fußball-Vereine nahm er an der dritten Auflage des Wettbewerbs um den Kronprinzenpokal teil. Nachdem im Viertelfinale die Auswahlmannschaft des Westdeutschen Spiel-Verbandes am 9. Oktober 1910 in Köln mit 4:1 und im Halbfinale die Auswahlmannschaft des Verbandes Berliner Ballspielvereine am 13. November 1910 in Frankfurt am Main mit 3:0 bezwungen werden konnte, erreichte er mit seiner Auswahlmannschaft das Finale. Die am 25. Mai 1911 in Mariendorf bei Berlin angesetzte Begegnung mit der Auswahlmannschaft des Norddeutschen Fußball-Verbandes wurde mit 2:4 n. V. verloren.

## Erfolge
- Zweiter der Süddeutschen Meisterschaft 1907, 1908, 1909
- Ostkreismeister 1907, 1908, 1909
- Finalist um den Kronprinzenpokal 1911

## Sonstiges
Nebenbei zeichnete sich Aldebert auch in der Leichtathletik durch sehr gute Leistungen aus.
Im Ersten Weltkrieg wurde er als Soldat an der Westfront eingesetzt. Aus diesem kehrte Aldebert, der in Erlangen studiert hatte, nicht mehr zurück.
Für seine Verdienste wurde er mit dem Militär-Max-Joseph-Orden geehrt und in den Ritterstand erhoben, womit er auch die Berechtigung erhielt, den Namenszusatz “von” zu führen.